# Leda y el cisne (Rubens)

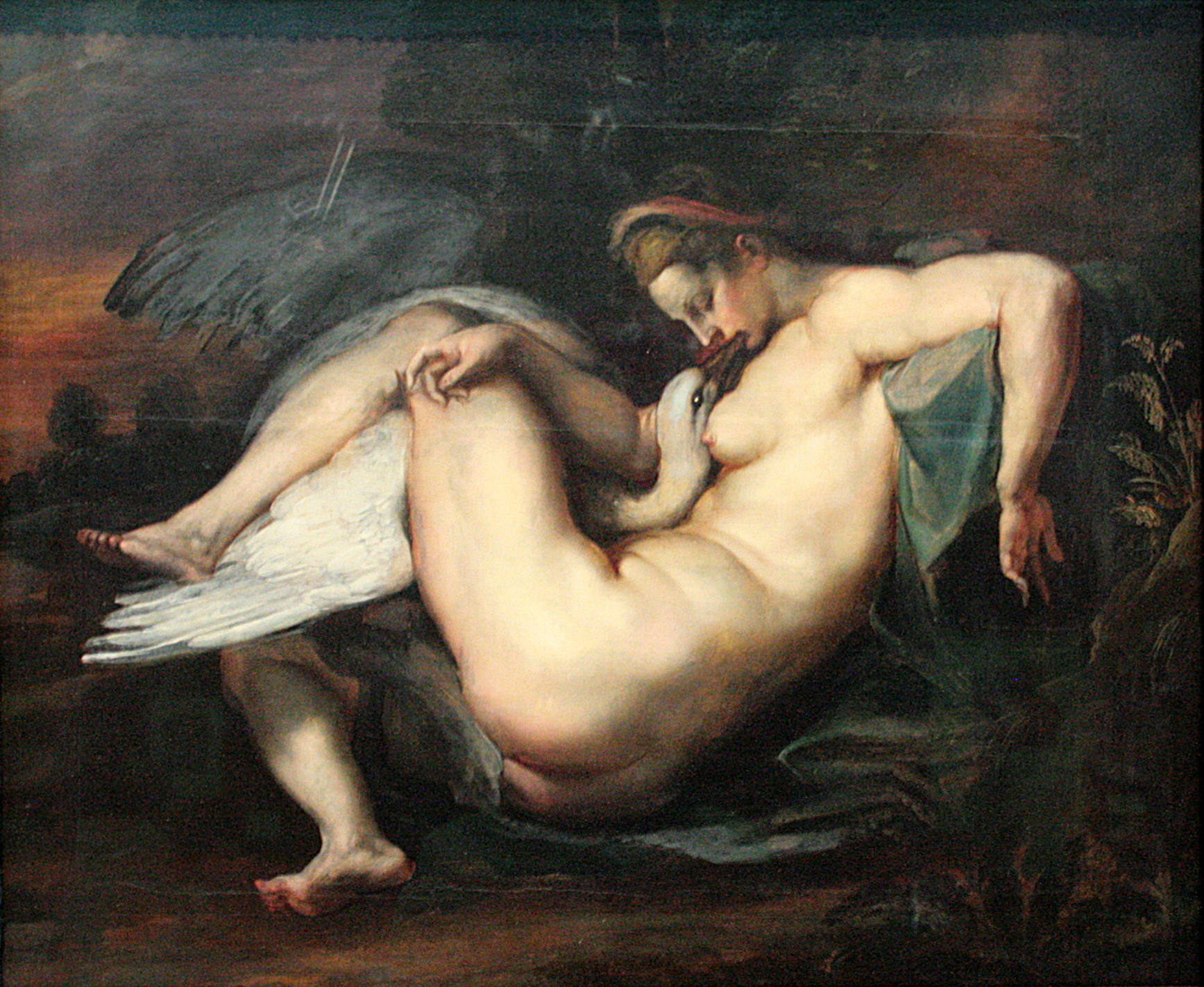
Leda y el cisne, versión de 1601.

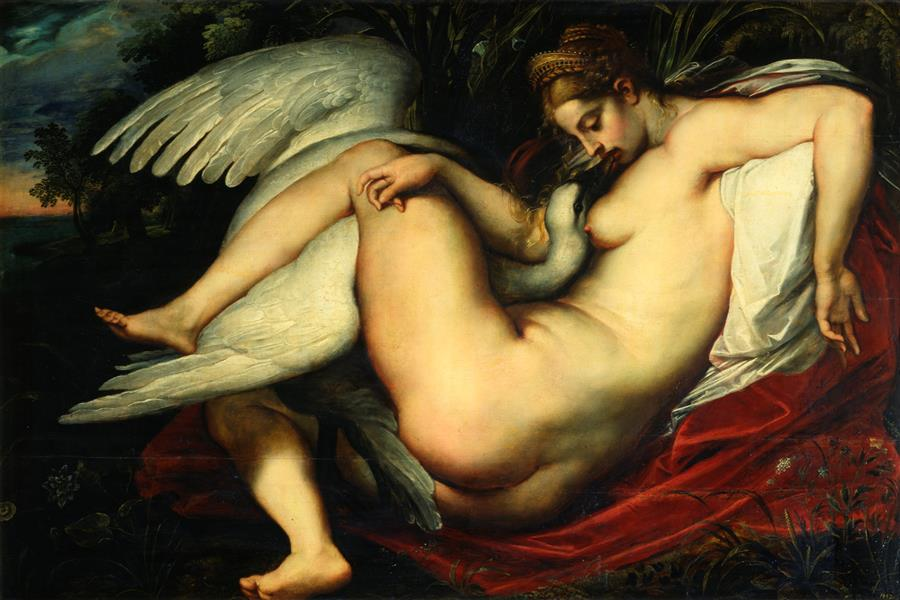
Leda y el cisne, versión de 1602; Gemäldegalerie Alte Meister.

Leda y el cisne es una obra de Pedro Pablo Rubens, que pintó dos versiones de este tema. La primera en 1601 y la segunda en 1602.  
Rubens fue fuertemente influido por Miguel Ángel, cuyo trabajo conoció en su viaje a Italia. Rubens decidió ir a Roma para hacer copias de pinturas y ampliar sus estudios del arte italiano de los artistas clasicistas principales del siglo anterior, más tarde denominado Renacimiento.  En Roma, encontró la versión de Miguel Ángel de Leda y el cisne. Aunque el original se ha perdido, se conservan numerosas copias; entre ellas estas de Rubens, muy fieles.
La figura sin embargo varía drásticamente entre el estilo rubensiano y el miguelanguesco. Miguel Ángel representaba a las mujeres de manera masculina. Los músculos están claramente definidos y los cuerpos son duros, angulosos, las proporciones corporales aparecen sesgadas. Las mujeres de Rubens, sin embargo, son muy curvilíneas y mucho más suaves. Aquí el cabello está un poco suelto y no tan peinado. Las proporciones anatómicas son más realistas en ambos trabajos de Rubens.
Aunque parecen muy similares, las dos versiones de Rubens difieren levemente. En su primera representación, la pincelada es más suelta, el paisaje está difuminado, no luce un peinado tan elaborado, los colores son apagados y la tela sobre la que yace la reina es verde. La pintura de 1601 debió ser inicialmente curva abajo, ya que se aprecia un corte del codo izquierdo al pie derecho cuando es vista a través de radiografías. Hoy presenta un formato rectangular como la versión de 1602. En su segunda pintura, las pinceladas son más precisas, hay más detalle, un paisaje más definido en el fondo, un peinado elaborado, colores más vibrantes, y la tela es blanca y roja.
Un tema común en el Renacimiento y el Barroco fueron las escenas mitológicas griegas de mujeres raptadas o seducidas por divinidades. Esto incluye a Leda, así como Europa, Antíope y Dánae, siempre mostradas de manera sensual, al ser un pretexto para poder mostrar desnudos femeninos. Por tanto, la Leda de Rubens es muy erótica. Miguel Ángel, su modelo, no eligió el momento en que la falsa ave se acerca a la reina fingiendo mansedumbre, sino el preciso momento de la violación. El cisne trepa entre las piernas de la mujer derribada, mientras posa la cabeza sobre su pecho.
Hay muchas variaciones del mito de Leda y el cisne. Leda es a veces llamada Némesis y otras veces son dos personas diferentes. Leda estaba casada con el rey de Esparta, Tíndaro y fue la madre de Clitemnestra, Helena, Pólux, y Cástor. El mito más común reclama que Zeus se transformó en cisne para acceder a la bella Leda. Algunas versiones afirman que ella amaba a Zeus y deseaba tener relaciones con él, pero la mayoría acuerdan que no era así y que fue engañada y sorprendida. Aquella noche, también hizo el amor con su esposo Tíndaro. Leda luego daría a luz dos, a veces cuatro, huevos de los que nacieron otros tantos hijos: Helena y Pólux eran de Zeus, y Clitemnestra y Cástor de Tíndaro. Cástor y Pólux fueron apodados Dióscuros, o sea “hijos de Zeus”, incluso aunque Cástor era mortal porque era hijo de Tíndaro mientras Pólux era inmortal por ser hijo de Zeus.
Según Hermes en los Diálogos de los muertos de Luciano de Samosata, Leda y su hija, Helena de Troya, eran las únicas mujeres dignas del título “bellezas de antaño”. Rubens cuidó de representar pues a Leda especialmente atractiva, con su figura curvilínea, suave piel de alabastro y cabello dorado. Este nuevo canon rubensiano de belleza femenina, más voluptuosa, hizo famoso al pintor e hizo que su Leda destacará todavía más en su momento.